# Bongzilla
Bongzilla é uma banda de stoner rock/sludge doom formada em Madison, Wisconsin nos Estados Unidos no ano de 1995. Muito do seu material (se não for todo ele) é baseado na cultura da droga, especialmente a canabis. A banda atualmente é contratada da Relapse Records.
A partir de 2015, a banda se reuniu após um hiato de seis anos e embarcou em uma turnê norte-americana.

## Formação
- Muleboy - vocal & guitarra
- Spanky - guitarra
- Dixie Dave - baixo
- Magma - bateria

## Discografia
| Ano  | Título                                       | Tipo             | Editora                | Notas                                                              |  |
| 1996 | Mixed Bag                                    | EP               | Rhetoric Records       |                                                                    |  |
| 1997 | "Budgun/THC"                                 | EP               | Pinecone Records       | Split com Meatjack                                                 |  |
| 1998 | "Brownie/Gungeon"                            | EP               | Rhetoric Records       | Split com Cavity                                                   |  |
| 1998 | "Witch Weed"                                 | EP               | HG Fact Records        | Split com Hellchild                                                |  |
| 1998 | "Hemp for Victory"                           | EP               | Thunder Lizard Records |                                                                    |  |
| 1998 | Methods for Attaining Extreme Altitudes      | EP               | Relapse Records        | Relançamento em 2007 por Modus Operandi                            |  |
| 1999 | Stash                                        | Álbum de estúdio | Relapse Records        | Relançamento em 2007 pela Relapse num CD juntamente com Methods... |  |
| 2000 | Apogee                                       | Álbum de estúdio | Relapse Records        |                                                                    |  |
| 2001 | Shake: The Singles                           | Compilação       | Barbarian Records      | Contém todos os EP e músicas editadas em compilações               |  |
| 2002 | Gateway                                      | álbum de estúdio | Howling Bull America   |                                                                    |  |
| 2004 | Live from the Relapse Contamination Festival | álbum ao vivo    | Relapse Records        |                                                                    |  |
| 2005 | Amerijuanican                                | álbum de estúdio | Relapse Records        |                                                                    |  |
| 2008 | Nuggets                                      | Compiliação      | Barbarian Records      |                                                                    |  |